# Heteroconis wauensis
Heteroconis wauensis är en insektsart som beskrevs av Tim R. New 1988. Heteroconis wauensis ingår i släktet Heteroconis och familjen vaxsländor. Inga underarter finns listade i Catalogue of Life.